# Phryganopteryx feminina
Phryganopteryx feminina är en fjärilsart som beskrevs av Rothschild 1924. Phryganopteryx feminina ingår i släktet Phryganopteryx och familjen björnspinnare. Inga underarter finns listade i Catalogue of Life.